# Atanas Zaprjanow
Atanas Dimitrow Zaprjanow (bułg. Атанас Димитров Запрянов; ur. 16 kwietnia 1950 w m. Dragojnowo w gminie Pyrwomaj) – bułgarski wojskowy, generał porucznik, od 2024 minister obrony.

## Życiorys
Ukończył technikum mechaniczne w Płowdiwie, a w 1974 studia magisterskie z zakresu łączności w uczelni wojskowej NWU „Wasił Lewski” w Wielkim Tyrnowie. Uzyskał magisterium z nauk wojskowych na Wojskowej Akademii Łączności w Leningradzie (1982) oraz ze strategicznego dowodzenia siłami zbrojnymi w Akademii Wojskowej im. Georgiego Rakowskiego w Sofii (1995). Służył w wojskach łączności, był m.in. szefem wydziału oddziałów łącznikowych w sztabie generalnym. W latach 2002–2010 pełnił kolejno funkcje komendanta Akademii Wojskowej w Sofii, zastępczy szefa sztabu generalnego i przedstawiciela sztabu generalnego w komitetach wojskowych NATO oraz UE. Przeszedł do rezerwy w stopniu generała porucznika.
W 2010 został doradcą ministra obrony. Od lipca 2016 do stycznia 2017 oraz od maja 2017 do kwietnia 2021 pełnił funkcję wiceministra obrony. W latach 2022–2023 był prezesem zarządu przedsiębiorstwa lotniczego Byłgarija Cheli Med Syrwiz. W czerwcu 2023 ponownie powołany na stanowisko wiceministra w resorcie obrony. W kwietniu 2024 stanął na czele tego ministerstwa, wchodząc w skład technicznego rządu Dimityra Gławczewa. Pozostał na tym stanowisku również w utworzonym w sierpniu 2024 drugim gabinecie dotychczasowego premiera. Utrzymał tę funkcję także w powołanym w styczniu 2025 rządzie Rosena Żelazkowa (z rekomendacji partii GERB).

## Odznaczenia
- Krzyż Wielkiego Oficera Orderu Gwiazdy Rumunii (Rumunia, 2024)[6]